# تودور کولف (بازیگر)
تودور کولِف (بلغاری: Тодор Колев؛ ۲۶ اوت ۱۹۳۹ – ۱۵ فوریهٔ ۲۰۱۳) بازیگر سینما و تئاتر، خواننده و کمدین اهل کشور بلغارستان بود. وی بین سال‌های ۱۹۶۵ تا ۲۰۱۳ میلادی فعالیت می‌کرد و در بیش از ۳۰ فیلم سینمایی ظاهر شد. این هنرمند در تاریخ ۱۵ فوریه ۲۰۱۳ میلادی بر اثر سرطان ریه در شهر صوفیه درگذشت.